# Renato Castellani
Renato Castellani (Finale Ligure, Ligúria, 4 de setembre de 1913 - Roma, 28 de desembre de 1985) va ser un director de cinema italià, un dels representants més significatius del Neorealisme.

## Biografia
Nascut en Varigotti, on la mare havia tornat de l'Argentina per a donar a llum al seu fill a Itàlia. Va passar la seva infància a l'Argentina a Rosario de Santa Fe. Als 12 anys, va tornar a reprendre els seus estudis a Ligúria i Gènova. Es va mudar a Milà, on es va graduar a la Politècnica d'Arquitectura i, després, Roma.
Inicia els seus colabroaciones en 1936 com a "assistent militar" per Il gran appello, un film de Mario Camerini. Escriu crítiques cinematogràfiques i treballa - com a esconògraf i ajudant de realització - amb nom simportantes del cinema italià com Augusto Genina, Mario Soldati, Alessandro Blasetti.
La seva primera direcció seria en 1941, amb Un colpo di pistola, inspirat en un text d'Aleksandr Puixkin i el guió del qual també van treballar Alberto Moravia, Fosco Giachetti i Assia Noris. Elegant història que s'escriu en el filó "cal·ligràfic", com el seu següent treball Zazà (1944).

### El neorealisme
Amb la trilogia constituïda per Sotto il sole di Roma (1948), È primavera... (1949) i Due soldi di speranza (1952), tots les escenes a l'aire lliure i amb actors no professionals o nouvinguts, va donar a llum a un nou gènere, anomenat neorealisme rosa, injuriat per la crítica, però amb un ampli èxit de públic. Amb Due soldi di speranza va guanyar ex aequo el Gran Premi del 5è Festival Internacional de Cinema de Canes de 1952 i amb Giulietta e Romeo va guanyar el Lleó d'Or de la 15a Mostra Internacional de Cinema de Venècia el 1954.
Altres films significatius de Castellani són (I sogni nel cassetto (1957) i Il brigante (1961), Castellani se dedicó principalmente biografías televisión en episodios de gran número de seguidores: Vita di Leonardo (1971) i Verdi (1982).

## Filmografia

### Director
- Un colpo di pistola (1942)
- La donna della montagna (1943)
- Zazà (1944)
- Mio figlio professore (1946)
- Sotto il sole di Roma (1948)
- È primavera (1950)
- Due soldi di speranza (1951)
- Giulietta e Romeo (1954)
- I sogni nel cassetto (1957)
- Nella città l'inferno (1958)
- Il brigante (1961)
- Mare matto (1963)
- Controsexe (1964)
- La vedova, episodi de Tre notti d'amore (1964)
- Questi fantasmi (1967)
- Final de temporada (1969)
- La vita di Leonardo da Vinci, telefilm (1971)
- Il furto della Gioconda, telefilm (1978)
- Verdi, minisèrie (1982)

### Guionista
- La signora di Montecarlo - de Mario Soldati (1938)
- Un'avventura di Salvator Rosa, d'Alessandro Blasetti (1940)
- Quartieri alti, de Mario Soldati (1945)
- Malìa, de Giuseppe Amato (1946)
- Auferstehung de Rolf Hansen (1958)
- Matrimonio all'italiana, de Vittorio De Sica (1964)
- L'arcangelo, de Giorgio Capitani (1969)

## Premis i distincions
Festival Internacional de Cinema de Canes
| Any  | Categoria  | Pel·lícula            | Resultat  |
| ---- | ---------- | --------------------- | --------- |
| 1952 | Gran Premi | Due soldi di speranza | Guanyador |
| 1952 | Premi OCIC | Due soldi di speranza | Guanyador |

Festival Internacional de Cinema de Venècia
| Any  | Categoria  | Pel·lícula        | Resultat  |
| ---- | ---------- | ----------------- | --------- |
| 1954 | Gran Premi | Giulietta e Romeo | Guanyador |